# Электронно-ионная эмиссия
Электронно-ионная эмиссия — явление вырывания ионов с поверхности твёрдого тела под действие потоков электронов.

## Электронно-стимулированная десорбция ионов
При использовании потоков электронов с энергиями до нескольких кэВ и током до 1 мА за редкими исключениями не происходит деформации атомной структуры поверхности и поэтому эмиссия слаба. Её источником являются атомы и молекулы веществ, адсорбированных на поверхности металла. Электронно-ионная эмиссия с малыми энергиями электронов (10—1000 эВ) является основной для электронно-стимулированной десорбции ионов. Такая электронно-ионная эмиссия является основной для электронно-стимулированной десорбции ионов (ЭСДИ).
Количество частиц, отрываемых при ЭСДИ, как от свойств адсорбируемых атомов и молекул, так и от энергии электронов и атомной и электронной структуры поверхности. При воздействии электронов на поверхность их энергия в силу малой массы идёт не напрямую атомам, а на возбуждение электронных состояний. Возбуждённая таким образом частица может десорбировать, однако иногда для этого дополнительно требуется диссоциация молекулы. Общее количество десорбированных ионов зависит также от того, каким образом отлетевшие ионы нейтрализуются.
Для измерения ЭСДИ используют масс-спектрометрические методы. По энергиям десорбированных ионов можно определить их энергию связи с поверхностью, а по направлению вылета — о направленности этих связей. Обычно энергия десорбированных ионов не превышает нескольких электрон-вольт, и может быть измерена с помощью энергоанализаторов. Направление вылета при этом определяется поворотом анализатора относительно бомбардируемой электронами поверхности твёрдого тела. Эксперименты проводятся в сверхвысоком вакууме, чтобы нивелировать влияние ударной ионизации остаточных газов.

## Высоковольтная электронно-ионная эмиссия
При высоких энергиях электронов в облучаемом пучке (более 26 кэВ) и высоких плотностях токах (более 20 А/см²) возможно наблюдение эмиссии ионов некоторых материалов. Этот режим носит название высоковольтной электронно-ионной эмиссии. При бомбардировке поверхности происходит радиационное смещение атомов металла на некоторой глубине под поверхностью, там, где поглощение энергии бомбардирующих электронов максимально. При энергии электронов, равной 26,1 кэВ, практически во всех металлах область поглощения распространяется на поверхность и бомбардировка начинает сопровождаться эмиссией ионов металла с высокой эффективностью. Степень ионизации вырванных ионов может достигать величины 85—90 %.
Высоковольтная электронно-ионная эмиссия нашла своё применение при масс-спектрометрическом определения химического состава сплавов и для изучения кинетики выделения примесей при плавлении металлов.